# Inger Norryd
Inger Maria Norryd, tidigare Ekström, född 26 januari 1943 i Stockholm, är en svensk skådespelare.

## Filmografi
- 1970 – Jänken
- 1981 – Babels hus (TV-serie)
- 1991 – Guldburen (TV-serie)

## Teater

### Roller (ej komplett)
| År   | Roll               | Produktion                                                          | Regi                                     | Teater                    |
| ---- | ------------------ | ------------------------------------------------------------------- | ---------------------------------------- | ------------------------- |
| 1983 |                    | Skrattmänniskan Victor Hugo                                         | Lars Rudolfsson                          | Orionteatern              |
| 1986 |                    | Råttoperan Inger Rydén                                              | Lars Rudolfsson                          | Orionteatern              |
| 1988 | Emma               | Kvinnornas Decamerone Julia Voznesenskaja                           | Lars Rudolfsson                          | Orionteatern              |
| 2000 |                    | Att tukta en argbigga (The Taming of the Shrew) William Shakespeare | Pontus Plaenge                           | Shakespeare på Gräsgården |
| 2002 | Margareta av Anjou | Richard III William Shakespeare                                     | Pontus Plaenge                           | Shakespeare på Gräsgården |
| 2006 |                    | Hamlet William Shakespeare                                          | Andreas Forner Lindal/ Per-Johan Persson | Shakespeare på Gräsgården |

### Fotnoter
1. ↑  ”Inger Norryd”. Svensk Filmdatabas. http://www.sfi.se/sv/svensk-filmdatabas/Item/?type=PERSON&itemid=68793&ref=%2ftemplates%2fSwedishFilmSearchResult.aspx%3fid%3d1225%26epslanguage%3dsv%26searchword%3dinger+ekstr%C3%B6m%26type%3dPerson%26match%3dBegin%26page%3d1%26prom%3dFalse. Läst 19 augusti 2012.
2. ↑  Betty Skawonius (29 december 1988). ”Rysk bok blir pjäs på Orionteatern: Kvinnor i fångenskap berättar om sina liv”. Dagens Nyheter:  s. 22. https://arkivet.dn.se/tidning/1988-12-29/353/22. Läst 7 maj 2019.
3. ↑  Pia Huss (11 juli 2000). ”TEATER: Rätten att få andas fritt. Ensemblen skapar en komiskt bråkig bonad där även de mindre rollerna lyfts fram”. Dagens Nyheter. https://www.dn.se/arkiv/kultur/teater-ratten-att-fa-andas-fritt-ensemblen-skapar-en-komiskt-brakig-bonad-dar-aven-de-mindre/. Läst 23 januari 2022.
4. ↑  Lars-Olof Franzén (1 juli 2002). ”Aktuell 'Rickard III' i Vadstena. Regin lyfter fram ondskan, hatet, hämnden och falskheten”. Dagens Nyheter. https://www.dn.se/arkiv/kultur/aktuell-rickard-iii-i-vadstena-regin-lyfter-fram-ondskan-hatet-hamnden-och-falskheten/. Läst 7 juni 2019.
5. ↑  Jenny Aschenbrenner (10 juli 2006). ”Med lätt hand.”. Dagens Nyheter. https://www.dn.se/arkiv/kultur/med-latt-hand/. Läst 7 juni 2019.